# Planet (2005)
El Planet de la marina alemana es el buque de investigación naval más moderno dentro de la OTAN. Fue construido como un diseño de SWATH para reducir el volumen del casco y aumentar la estabilidad del barco, particularmente en alta mar y alta velocidad.
Se utiliza para estudios e investigaciones geofísicas y de tecnología naval. Aunque técnicamente no está armado, está equipado con la capacidad de lanzamiento de torpedos. Se pueden instalar otros sistemas de armas para pruebas con armas.

## Usos
La mitad del fuselaje está destinada a probar sonares y sensores acústicos, la otra para la prueba de torpedos y armas antitorpedo. Entre otras cosas, la nave está equipada con un dispositivo de lanzamiento de torpedos ubicado en el cuerpo flotante de estribor. Otra tarea importante del barco es la determinación de la salinidad, la densidad, las corrientes y otros parámetros hidrográficos.